# 국적 마크

대한민국 국적 마크

국적 마크(國籍 - , 영어: military aircraft insignia)는 군용 차량의 차체(車體) 또는 군용기의 기체(機體)에 그 차량 또는 기체가 소속된 국가를 식별하기 위해 그리는 원형의 도안이다. 특히 공군 군용기에 많이 사용된다.
그 나라 국기의 색깔을 바탕으로 하여 비슷하게 그리는 예가 많으나, 독일은 철십자, 러시아는 붉은 별을 사용하는 등, 일치하지 않는 경우도 있다. 네팔 등은 없는 경우도 있다.

## 현재 쓰이는 국적 마크의 일람

가나
가봉
가이아나
과테말라
그리스
기니
기니비사우
나이지리아
남아프리카 공화국
네덜란드
노르웨이
뉴질랜드
니제르
니카라과
대한민국
덴마크
도미니카 공화국
독일
라트비아
러시아
레바논
루마니아
룩셈부르크
르완다
리비아
리투아니아
마다가스카르
북마케도니아
말레이시아
멕시코
모로코
모리타니
몬테네그로
몰타
몰타 기사단
미국
미얀마
바레인
방글라데시
베냉
베네수엘라
베트남
벨기에
보츠와나
볼리비아
부룬디
부르키나파소
불가리아
브라질(공군)
브라질(해군)
브루나이
사우디아라비아
세네갈
세르비아
소말리아
수단
수리남
스리랑카
스위스
스웨덴
스페인
슬로바키아
슬로베니아
시리아
시에라리온
아랍에미리트
아르메니아
아르헨티나
아일랜드
아제르바이잔
아프가니스탄
알바니아
알제리
압하지야
앙골라
에리트레아
에스토니아
에콰도르
에티오피아
엘살바도르
영국 (공군)
예멘
오만
오만(alternate)
오스트레일리아
오스트리아
요르단
우간다
우루과이
우크라이나
이라크
이란
이스라엘
이집트
이탈리아
인도
인도네시아
일본
자메이카
잠비아
조선민주주의인민공화국
조지아
중앙아프리카공화국
중화민국
중화인민공화국
지부티
짐바브웨
체코
칠레
카메룬
카자흐스탄
카타르
캄보디아
캐나다
케냐
코트디부아르
콜롬비아
콩고 공화국
쿠바
쿠웨이트
크로아티아
키르기스스탄
탄자니아
태국
터키
토고
튀니지
파나마
파키스탄
페루
포르투갈
폴란드
프랑스(공군)
프랑스(해군)
핀란드
필리핀
헝가리

## 이전의 국적 마크

대한민국 (1950-2000년)
동독
오스트리아-헝가리, 독일 제국
체코슬로바키아
핀란드 (1918년-1945년)
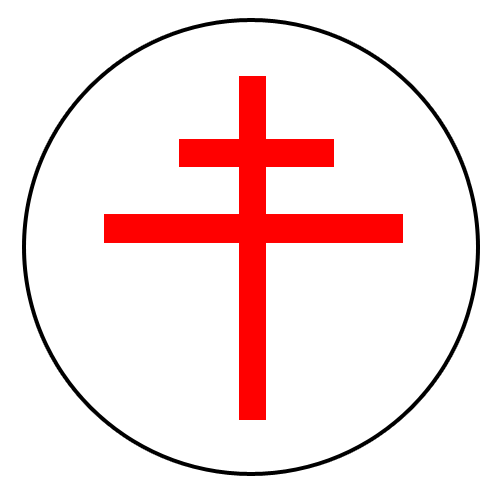
자유 프랑스군 (1940-1945년)
라트비아 (1926-1940년)
러시아 (2010-2013년)
리비아 (1977-2011년)
만주국
스리랑카 (1950-2010년)
스페인 (프랑코 시대 초기)
나치 독일
북예멘
아프가니스탄 민주공화국 (1979-1992년)
중화민국 (1920-1921년)
로디지아 (1970-1980년)
네덜란드령 동인도 (1915-1950년)
러시아 제국
스페인 (제2공화국, 1931-1939년)
유고슬라비아 연방공화국 및 세르비아 몬테네그로 (1992-2006년)
남아프리카 연방 (1927-1947년)
남아프리카 연방 (1947-1957년)
베트남 공화국
남예멘
소련 (1922-1943년)
소련 (1943-1991년)
아랍 연합 공화국 (1958-1961년)
미국 (1926-1941년)
자이르

## 같이 보기
- 모표
- 공군 목록